# San Juan de Siargao
San Juan (San Juan Island) es una isla situada en Filipinas, adyacente a la de Siargao, al nordeste de Mindanao. Corresponde al término municipal de San Benito perteneciente a  la provincia de Surigao del Norte situada en la Región Administrativa de Caraga, también denominada Región XIII.

## Geografía
Isla situada en el seno de Dinagat en la costa oeste  de Siargao, cerrando por el norte la bahía de Litalit.
El mencionado seno se abre entre las islas de Dinagat y de la de Siargao comunicando el mar de Filipinas con la costa este de la provincia de Surigao del Norte.

### Barangays
El municipio  de San Benito se divide, a los efectos administrativos, en 6 barangayes o barrios, conforme a la siguiente relación: La isla de San Juan pertenece al barrio de su nombre.